# Турянці
Турянці (словен. Turjanci) — поселення в общині Раденці, Помурський регіон, Словенія. Висота над рівнем моря: 201,1 м.